# تسخیرشدگی عمارت بلای
تسخیرشدگی عمارت بلای (به انگلیسی: The Haunting of Bly Manor)، یک سریال اینترنتی آنتولوژی در ژانر ترسناک فراطبیعی است که توسط مایک فلنگن خلق شده‌است. این سریال، بعد از تسخیرشدگی خانهٔ هیل، فصل دوم مجموعهٔ اینترنتی ترسناک تسخیرشدگی است. هنری توماس، الیور جکسون-کوهن، کیت سیگل، ویکتوریا پدرتی و آملیا ایو ستارگان اصلی سریال هستند. فیلمنامهٔ این سریال، اقتباسی آزاد رمان ترسناک سخت‌تر شدن اوضاع نوشتهٔ هنری جیمز است که توسط خود فلنگن نوشته شده‌است.
تولید تسخیرشدگی عمارت بلای به‌طور رسمی از سپتامبر ۲۰۱۹ آغاز شد. سریال در تاریخ ۹ اکتبر ۲۰۲۰ توسط نت‌فلیکس منتشر شد. تسخیرشدگی عمارت بلای نقدهای مثبتی دریافت کرد و مثل فصل نخست در زمینه‌های فیلمنامه و شخصیت‌پردازی، کارگردانی، تیم بازیگری و موسیقی ستایش شد.

## داستان
سال ۱۹۸۷، یک معلم زن جوان آمریکایی به نام دنی که به تنهایی در لندن زندگی می‌کند، بعد از تجربه‌ای سخت که در زندگی خود داشته‌است، مسئولیت مراقبت از دو کودک را برعهده می‌گیرد که در خانه‌ای قدیمی که در روستایی به نام بلای واقع شده، زندگی می‌کنند. دنی از همان لحظهٔ ورودش به خانه با برخورد عجیب دو بچه مواجه می‌شود که از دریاچهٔ نزدیکی خانه هراس دارند. به مرور و با رخدادهای بعدی، سرنوشت دنی به سرنوشت بچه‌ها و این خانه پر از راز گره می‌خورد.